# Fabrizio Tavano
Enrico Fabrizio Vincenzo Tavano Alonso (Città del Messico, 16 agosto 1993) è un calciatore messicano, attaccante o centrocampista dell’ASD Bocale Calcio ADMO.

## Biografia
Nasce a Città del Messico, il padre è un giornalista di origini italiane, Oreste Fabrizio Tavano Carletti. Con la famiglia si trasferisce ad Auckland all'età di 12 anni.

## Carriera
Nel 2009 viene invitato per alcuni provini in Europa da due squadre spagnole, Barcellona ed Espanyol e da due squadre italiane, Roma e Lazio.
Si fa notare in Italia con il Santos Laguna durante il Torneo di Viareggio dove segna anche una rete ed attirando su di sé le attenzioni della Reggiana.
Viene acquistato dagli neozelandesi dell'Auckland City nel 2014 e segna la sua prima rete il 2 novembre dello stesso anno contro l'Hawke's Bay United fissando definitivamente il punteggio sul 3-2.
Dopo aver conquistato la Champions oceanica, viene incluso nella lista dei 23 giocatori per il Mondiale per club giocando tutte le partite da titolare e concludendo il torneo con un terzo posto.

## Statistiche

### Presenze e reti nei club
Statistiche aggiornate al 9 aprile 2019.
| Stagione             | Squadra              | Campionato           | Campionato | Campionato | Coppe nazionali | Coppe nazionali | Coppe nazionali | Coppe continentali | Coppe continentali | Coppe continentali | Altre coppe | Altre coppe | Altre coppe | Totale | Totale |
| Stagione             | Squadra              | Comp                 | Pres       | Reti       | Comp            | Pres            | Reti            | Comp               | Pres               | Reti               | Comp        | Pres        | Reti        | Pres   | Reti   |
| -------------------- | -------------------- | -------------------- | ---------- | ---------- | --------------- | --------------- | --------------- | ------------------ | ------------------ | ------------------ | ----------- | ----------- | ----------- | ------ | ------ |
| 2014-2015            | Auckland City        | NZC                  | 9          | 3          |                 | -               | -               | -                  | -                  | -                  | Cmc         | 4           | 0           | 13     | 3      |
| 2015-2016            | Auckland City        | NZC                  | 3          | 0          |                 | -               | -               | OCL                | 3                  | 0                  |             | -           | -           | 6      | 0      |
| 2016-2017            | Auckland City        | NZC                  | 14+1       | 3          |                 | -               | -               | OCL                | 6                  | 0                  | Cmc         | 1           | 0           | 22     | 3      |
| 2017-2018            | Auckland City        | NZC                  | 16+2       | 1          |                 | -               | -               |                    | -                  | -                  | Cmc         | 1           | 0           | 19     | 1      |
| 2018-2019            | Auckland City        | NZC                  | 8+1        | 4          |                 | -               | -               | OCL                | 4                  | 4                  |             | -           | -           | 13     | 8      |
| Totale Auckland City | Totale Auckland City | Totale Auckland City | 50+4       | 11         |                 | -               | -               |                    | 13                 | 4                  |             | 6           | 0           | 73     | 15     |
| Totale carriera      | Totale carriera      | Totale carriera      | 54         | 11         |                 | -               | -               |                    | 13                 | 0                  |             | 6           | 0           | 73     | 15     |

## Palmarès

### Club

#### Competizioni nazionali
- Campionato neozelandese: 3

Auckland City: 2014-2015, 2017-2018, 2019-2020

#### Competizioni internazionali
- OFC Champions League: 3

Auckland City: 2014-2015, 2016, 2017